# Felona e Sorona
Felona e Sorona es un álbum conceptual de la banda italiana de rock progresivo, Le Orme, publicado en 1973.
El tema del álbum es el drama de dos planetas, Felona y Sorona, que se ven condenados a girar el uno alrededor del otro sin poder tocarse. Entre estos dos planetas hay un gran amor, y su inalterable situación da espacio para el nacimiento de sentimientos muy fuertes, como lo son la esperanza y la tristeza. 
Existe una versión de 1974, con letra en inglés, producida por Peter Hammill.

## Lista de canciones
1. "Sospesi nell'increible" - 8:43
2. "Felona" - 1:58
3. "La solitudine di chi protegge il mondo" - 1:57
4. "L'equilibrio" – 3:47
5. "Sorona" – 2:28
6. "Attesa inerte" – 3:25
7. "Ritratto di un mattino" – 3:29
8. "All'infuori del tempo" – 4:08
9. "Ritorno al nulla" – 3:34

- Datos: Q1095261